# Jenő Pap
Jenő Pap (né le 15 décembre 1951 à Budapest) est un escrimeur hongrois pratiquant l’épée.

## Biographie
Jenő Pap remporte la médaille d’or à l'épée individuelle, et le bronze à l'épée par équipe, lors des Championnats du monde 1982 à Rome. Pour cette performance, il a été nommé « sportif hongrois de l'année » en 1982.